# Manfred Rommel

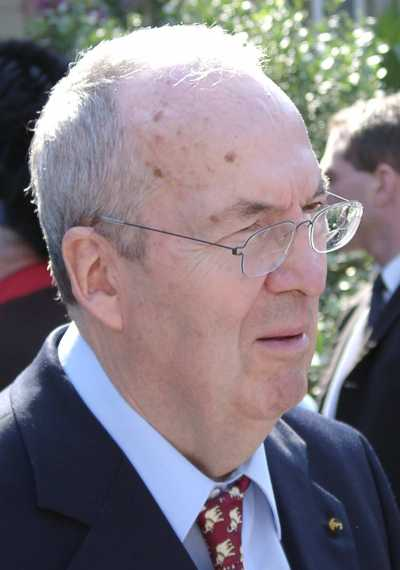
Manfred Rommel (2004)

Manfred Rommel, CBE (* 24. Dezember 1928 in Stuttgart; † 7. November 2013 ebenda) war ein deutscher Politiker (CDU). Er war von 1975 bis 1996 Oberbürgermeister von Stuttgart. Sein Vater Erwin Rommel war Generalfeldmarschall im Zweiten Weltkrieg.

## Leben und Wirken

### Kindheit, Jugend und Ausbildung

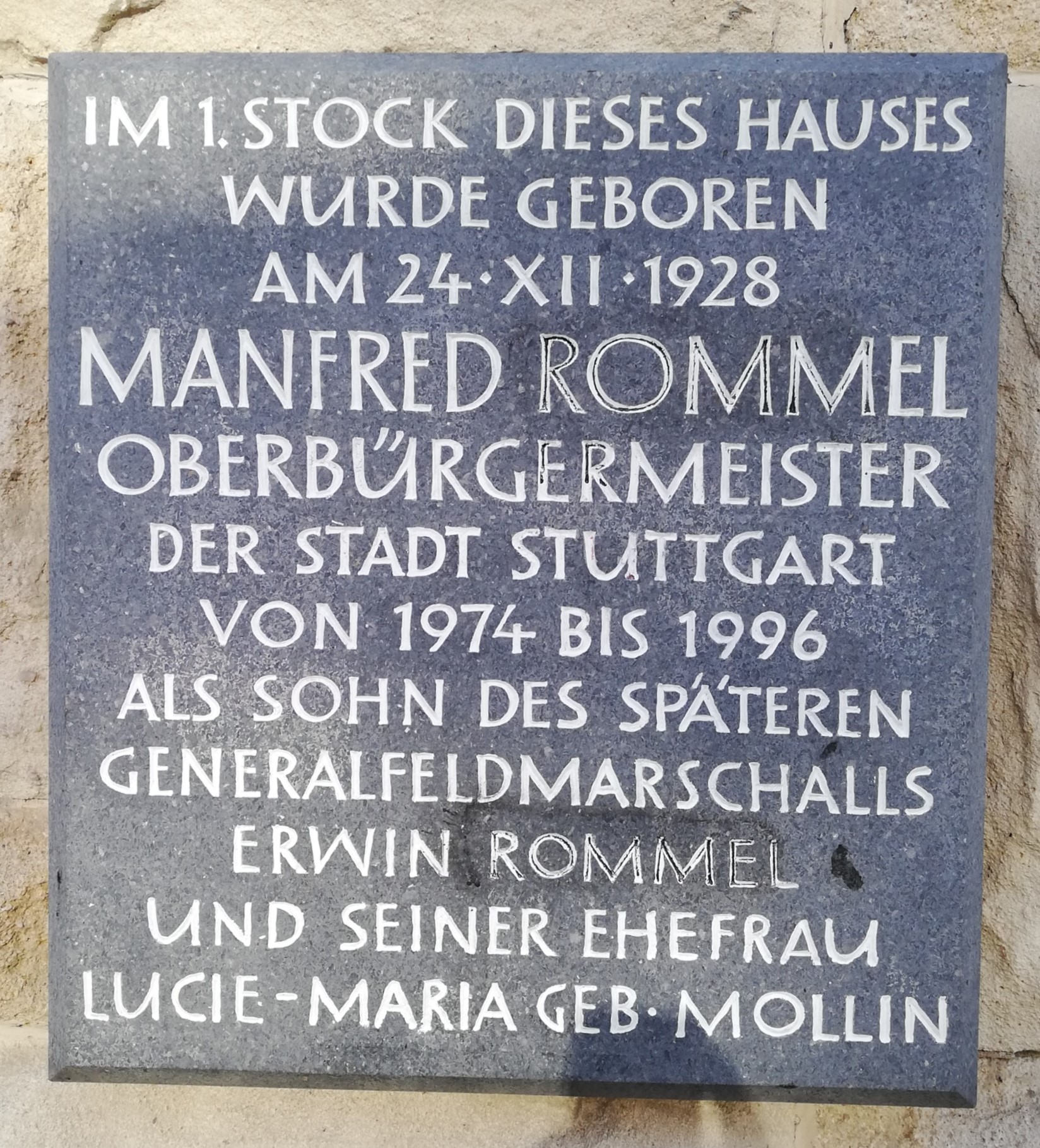
Gedenktafel an Rommels Geburtshaus in der Landhausstraße

Manfred Rommel wurde an Heiligabend 1928 in Stuttgart als Sohn des Berufssoldaten und späteren Generalfeldmarschalls der Wehrmacht Erwin Rommel und dessen Frau Lucie geboren. Bereits mit 14 Jahren wurde er – wie viele Jungen damals in seinem Alter – als Luftwaffenhelfer eingesetzt. Er war im elterlichen Hause anwesend, als sein Vater, dem eine Mitwirkung bei der Verschwörung des 20. Juli 1944 vorgeworfen wurde, abgeführt und zum Suizid gezwungen wurde, was die NS-Führung öffentlich als Tod infolge einer Kriegsverletzung darstellte. Im Februar 1945 wurde er aus dem Luftwaffenhelferdienst entlassen und im März zum Reichsarbeitsdienst einberufen. Ende April desertierte er in Riedlingen unmittelbar vor dem Einmarsch der Ersten französischen Armee. Als Kriegsgefangener machte Rommel die Wahrheit über den Tod seines Vaters bekannt und wurde unter anderem von General Jean de Lattre de Tassigny verhört.
Rommel machte 1947 sein Abitur in Biberach an der Riß und studierte anschließend in Tübingen Rechts- und Staatswissenschaften. Im Jahr 1956 erhielt er seine erste Anstellung in der Landesverwaltung, wurde dort 1959 Regierungsrat und dann persönlicher Referent des damaligen Innenministers Hans Filbinger. 1971 wechselte er als Ministerialdirektor in das Finanzministerium und wurde dort später Staatssekretär.

### Oberbürgermeister von Stuttgart
Am 1. Dezember 1974 wurde Rommel als Nachfolger des verstorbenen Arnulf Klett zum Oberbürgermeister der Stadt Stuttgart gewählt. Zuvor hatte er sich im parteiinternen Bewerbungsverfahren gegen Rolf Thieringer durchgesetzt. Er erhielt im zweiten Wahlgang 58,9 % der Stimmen und besiegte damit den SPD-Mitbewerber Peter Conradi. Sein Amtsantritt war am 1. Januar 1975. 1978 bemühte er sich im Zuge der Filbinger-Affäre um das Amt des Ministerpräsidenten, unterlag jedoch Lothar Späth.
Seine Entscheidung, die Terroristen Gudrun Ensslin, Andreas Baader und Jan-Carl Raspe, die 1977 in der JVA Stammheim Suizid begangen hatten, auf dem Dornhaldenfriedhof in Stuttgart gemeinsam beerdigen zu lassen, führte zu Kontroversen. Über Widerstände auch innerhalb der CDU setzte er sich mit der Begründung hinweg: „Irgendwo muß jede Feindschaft enden; und für mich endet sie in diesem Fall beim Tod“.
Seine Wiederwahl zum Stuttgarter OB sicherte er sich am 7. November 1982 mit 69,8 % und am 4. November 1990 mit 71,7 % im jeweils ersten Wahlgang. 1996 wurde sein ehemaliger persönlicher Referent Wolfgang Schuster (CDU) im 2. Wahlgang zu seinem Nachfolger gewählt. Von April 1975 bis zum Ende seiner Amtszeit 1996 war er Mitglied im Präsidium des Deutschen Städtetags, Vorsitzender des Städtetags Baden-Württemberg war er 1983 bis 1989. Dem Deutschen Städtetag stand er als Präsident von Mai 1977 bis Mai 1979, von November 1980 bis Mai 1983 und von Mai 1989 bis Juni 1991 und als Präsident des ersten gesamtdeutschen Städtetags bis Mai 1993 vor, Vizepräsident war er von Mai 1979 bis November 1980, von Juni 1983 bis Mai 1985, von Juni 1987 bis Juni 1989 und von Mai 1993 bis Mai 1995. Zudem war er von Juni 1979 bis 1996 Präsident des Verbandes kommunaler Unternehmen. Präsident der „Freiherr-vom-Stein-Gesellschaft“ war er von 1984 bis 1990.
Die Politik Manfred Rommels wird als tolerant und liberal beschrieben. Diese Haltung war auch Grundlage seiner Ausländerpolitik. 1978 legte Rommel erstmals Leitlinien der künftigen Ausländerpolitik fest. „Ausländische Einwohner sind im Interesse der Erhaltung der Wirtschafts- und Lebenskraft der Stadt Stuttgart und aus sozialpolitischen Gründen als dauerhafter Bestandteil der Stuttgarter Bevölkerung anzusehen. Es entspricht dem kommunalen Selbstverständnis und der gesetzlichen Aufgabenstellung der Stadt, die Ausländer und ihre Familienangehörigen in gleicher Weise wie die Deutschen in ihre Sorge um das wirtschaftliche, soziale und kulturelle Wohl ihrer Einwohner einzubeziehen. In ihren ausländischen Einwohnern sieht die Landeshauptstadt einen voll zu integrierenden Teil ihrer Wohnbevölkerung.“ Stuttgarts Integrationspolitik in den folgenden Jahren und Jahrzehnten folgte dieser progressiven Leitlinie. Zudem bestand ein sehr enges Verhältnis Rommels nicht nur zu Finanzbürgermeister Klaus Lang (CDU), sondern auch zum langjährigen Beigeordneten und Ersten Bürgermeister Gerhard Lang (SPD).
„Gegen Adam Riese, also gegen die Logik des Rechnens, kann man nicht Politik machen, ohne mit erheblichen Misserfolgen rechnen zu müssen“, war seine Maxime. Bereits zu Beginn seiner Amtszeit, in den Jahren 1975 bis 1978, fasste der Gemeinderat mehrere Beschlüsse, um die Ausgaben zu drosseln. 1993 leitete Rommel eine radikale Haushaltskonsolidierung ein und schuf damit die Grundlage dafür, dass Stuttgart seither stetig Schulden abbauen konnte.
In seine Amtszeit fielen zahlreiche öffentliche Bauten, die Verringerung des Durchgangsverkehrs, die Erneuerung der Infrastruktur und die Umgestaltung des öffentlichen Personennahverkehrs. Dies betrifft u. a. die Gründung des Verkehrs- und Tarifverbunds Stuttgart 1978 mit der Inbetriebnahme der ersten S-Bahn-Strecken sowie die Entscheidung des Gemeinderates, die alte Straßenbahn durch ein Stadtbahnnetz zu ersetzen.
Rommel gilt zusammen mit dem ehemaligen Bahnchef Heinz Dürr als einer der Erfinder von Stuttgart 21. 2010 schrieb er einen offenen Brief an alle Stuttgarter, um für Zustimmung zum Bahnprojekt zu werben.
Manfred Rommel setzte einen weiteren Schwerpunkt auf das Verhältnis zwischen der Stadt Stuttgart und den umliegenden Gemeinden. Stuttgart, das bei der Verwaltungsreform Mitte der 1970er Jahre im Gegensatz zu allen anderen baden-württembergischen Großstädten keine Zuwächse durch Eingemeindungen erhielt, setzte auf eine regionale Zusammenarbeit. Dies führte schließlich zur Gründung des Verbands Region Stuttgart mit dem 1994 erstmals gewählten Regionalparlament, dem Manfred Rommel während der ersten Legislaturperiode bis 1999 angehörte.

### Ruhestand
Der CDU-Politiker war seit seiner Verabschiedung als Oberbürgermeister 1996 Ehrenbürger von Stuttgart. Von 1970 bis 2009 war Manfred Rommel ununterbrochen Mitglied im Landesvorstand der CDU Baden-Württemberg. Von 1995 bis 1999 war Manfred Rommel im Auftrag der Bundesregierung Koordinator für die deutsch-französische Zusammenarbeit.
Einen Namen machte sich Rommel als Verfasser zahlreicher Bücher. Auch im Ruhestand war er noch immer ein gefragter Redner und Autor. Alle 14 Tage schrieb er eine Kolumne für die Stuttgarter Zeitung. Auch war er bekannt für seine meist launigen Aphorismen und Gedichte, die 1988 erstmals veröffentlicht wurden.
Manfred Rommel war Gründungsmitglied und langjähriger Kuratoriumsvorsitzender des Deutsch-Türkischen Forums Stuttgart, seit 2008 war er Ehrenvorsitzender des Vereins. Zur Würdigung seiner Verdienste um eine liberale Ausländerpolitik trägt der von dem Verein verliehene Bürgerpreis, der Manfred-Rommel-Preis, seinen Namen.

## Privates
Manfred Rommel war seit 1954 mit Liselotte Rommel verheiratet. Das Ehepaar hat eine Adoptivtochter, Catherine Rommel, die 2021 für das Amt der Oberbürgermeisterin in Aalen kandidierte, jedoch Frederick Brütting (SPD) im ersten Wahlgang unterlag. Rommel hatte eine Halbschwester Gertrud (1913–2000) aus einer vorehelichen Beziehung seines Vaters. 1996 wurde bei ihm die Parkinson-Krankheit diagnostiziert. Er wurde in einem Ehrengrab auf dem Ostfilderfriedhof in Stuttgart-Sillenbuch beigesetzt.

## Filmische Darstellung
In folgenden Filmen über seinen Vater bzw. den Zweiten Weltkrieg wurde Manfred Rommel von folgenden Schauspielern dargestellt:
- 1951: Rommel, der Wüstenfuchs (Regie: Henry Hathaway), William Reynolds als Manfred Rommel
- 1962: Der längste Tag (Regie: Annakin/Marton/Wicki/Oswald/Zanuck), Michael Hinz als Manfred Rommel
- 1989: War and Remembrance (TV-Serie), Matthias Hinze als Manfred Rommel
- 2012: Rommel (Regie: Niki Stein), Patrick Mölleken als Manfred Rommel

## Auszeichnungen
- 1973: Verdienstkreuz am Bande der Bundesrepublik Deutschland[17]
- 1978: Theodor-Heuss-Medaille
- 1979: Ehrenbürger von Kairo
- 1982: Orden wider den tierischen Ernst
- 1982: Großoffizier im Orden von Oranien-Nassau
- 1982: Ehrensenator der Hochschule für Technik Stuttgart
- 1984: Lucius D. Clay Medaille
- 1985: Ritter der Ehrenlegion der Französischen Republik
- 1987: Guardian of Jerusalem
- 1987: Großoffizierskreuz des Verdienstordens der Italienischen Republik
- 1990: Commander of the Order of the British Empire
- 1990: Verdienstmedaille des Landes Baden-Württemberg
- 1990: Dr.-Friedrich-Lehner-Medaille für den Ausbau des ÖPNV
- 1990: Verbundenheitsmedaille für deutsch-amerikanische Freundschaft
- 1993: Golden Order of Merit der IAAF
- 1995: Otto-Hirsch-Medaille
- 1996: Ehrenbürger der Stadt Stuttgart
- 1996: Chairman of the joint chiefs of staff award for distinguished public service
- 1996: Friedrich-E.-Vogt-Medaille für Verdienste um die schwäbische Mundart
- 1996: Großes Verdienstkreuz (1978) mit Stern (1989) und Schulterband (1996) des Verdienstordens der Bundesrepublik Deutschland
- 1996: Ernennung zum Professor
- 1997: Preis der Entente Franco-Allemande für die deutsch-französische Freundschaft
- 1997: Ehrenmitglied des Deutschen Städtetags
- 1997: Heinz Herbert Karry-Preis
- 1998: Dolf-Sternberger-Preis für öffentliche Rede
- 2002: Kommandeur der Ehrenlegion der Französischen Republik
- 2005: Ehrenbürger der Universität Stuttgart
- 2008: Ehrenpräsident des Städtetags Baden-Württemberg
- 2008: Hans-Peter-Stihl-Preis

Ehrendoktorwürden
- 1983: University of Missouri–St. Louis
- 1992: University of Maryland
- 1996: University of Wales

Am 22. Oktober 2014 wurde der Landesflughafen Stuttgart offiziell in „Manfred-Rommel-Flughafen“ umbenannt. Der IATA-Code wird aber weiterhin STR sein. Zudem soll der Platz auf dem im Zuge von Stuttgart 21 entstehenden Bahnhofsdach „Manfred-Rommel-Platz“ genannt werden, nachdem über eine angemessene Würdigung Rommels seitens der Stadt Stuttgart lange debattiert wurde.
Manfred Rommel hat über seine Ehrungen ein Gedicht geschrieben: „Die Zahl der Titel will nicht enden. Am Grabstein stehet: bitte wenden!“

## Schriften
- Abschied vom Schlaraffenland. Gedanken über Politik und Kultur. Deutsche Verlags-Anstalt, Stuttgart / München 1987, ISBN 3-421-06081-9.
- Manfred Rommels gesammelte Sprüche. Gefunden und herausgegeben von Ulrich Frank-Planitz. Engelhorn Verlag, Stuttgart 1988, ISBN 3-87203-050-7
- Wir verwirrten Deutschen. Ullstein, Frankfurt am Main 1989, ISBN 3-548-34614-6.
- Manfred Rommels gesammelte Gedichte. Engelhorn-Verlag, Stuttgart 1993
- Die Grenzen des Möglichen. Ansichten und Einsichten. Deutsche Verlags-Anstalt, Stuttgart, München 1995, ISBN 3-421-05001-5.
- Trotz allem heiter. Erinnerungen. Deutsche Verlags-Anstalt, Stuttgart, München 1998, ISBN 3-421-05151-8.
- Neue Sprüche und Gedichte. Gesammelt und herausgegeben von Ulrich Frank-Planitz, Hohenheim-Verlag, Stuttgart 2000, ISBN 978-3-89850-002-9
- Manfred Rommels gesammelte Sprüche, dva, Stuttgart 2001, ISBN 978-3-421-05573-6.
- Holzwege zur Wirklichkeit. Hohenheim-Verlag, Stuttgart 2001, ISBN 3-89850-026-8.
- Soll und Haben. Deutsche Verlags-Anstalt, Stuttgart, München 2001, ISBN 3-421-05579-3.
- Das Land und die Welt. Hohenheim-Verlag, Stuttgart 2003, ISBN 3-89850-099-3.
- Ganz neue Sprüche & Gedichte und andere Einfälle. Hohenheim-Verlag, Stuttgart 2004, ISBN 3-89850-123-X
- Vom Schlaraffenland ins Jammertal? Hohenheim-Verlag, Stuttgart 2006, ISBN 3-89850-137-X.
- Gedichte und Parodien. Hohenheim-Verlag, Stuttgart 2006, ISBN 3-89850-151-5.
- Manfred Rommels schwäbisches Allerlei. Eine bunte Sammlung pfiffiger Sprüche, witziger Gedichte und zumeist amüsanter Geschichten. Hohenheim-Verlag, Stuttgart 2008, ISBN 978-3-89850-170-5.
- Auf der Suche nach der Zukunft. Zeitzeichen unter dem Motto: Ohne Nein kein Ja. Hohenheim-Verlag, Stuttgart 2008, ISBN 978-3-89850-173-6.
- 1944 – das Jahr der Entscheidung. Erwin Rommel in Frankreich, Hohenheim-Verlag, Stuttgart 2010, ISBN 978-3-89850-196-5.[21]
- Die amüsantesten Texte. Hohenheim-Verlag, Stuttgart 2010, ISBN 978-3-89850-203-0.